# Parnaso

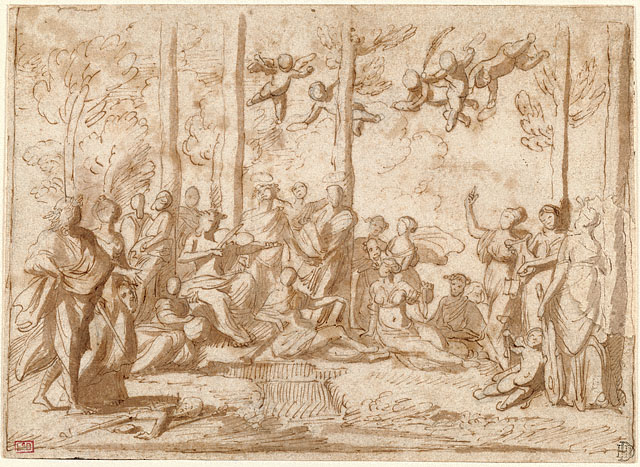
Il dipinto di Nicolas Poussin, Apollo e le muse sul monte Parnaso.

Il Monte Parnàso, o – raramente – Parnasso (dal greco Παρνασσός / Parnassós), è una montagna del centro della Grecia, che domina la città di Delfi.
Particolarmente venerato durante l'antichità, il Parnaso era consacrato al culto del dio Apollo e alle nove Muse, delle quali era una delle due residenze. Secondo la mitologia greca, su questo monte era situata una fonte sacra alle Muse, la fonte Castalia.
L'origine del nome è probabilmente pre-ellenica. Da reperti ittiti si è rivelata l'esistenza di un toponimo anatolico comparabile: Parnašša, che pare derivare dall'ittita e dal luvico parna che significa "casa", "dimora". Parrebbe che, in origine, la vetta del Parnaso, come quella dell'Olimpo, sia stata considerata il sacro luogo della ierogamia del cielo (Urano) e della terra (Gaia), essendo noto che il santuario di Delfi era consacrato a Gaia, prima di esserlo ad Apollo.
Nella tradizione classica, i due gioghi in cui il monte si biforca sono chiamati Cirra ed Elicona (o anche Nisa, spesso erroneamente confuso con Pieria, altro monte dove era in uso un simile culto alle Muse), rispettivamente sacri ad Apollo il primo e a Bacco il secondo. Parnaso è caratterizzato tutt'oggi dal suo colorito giallognolo.

## Altri progetti

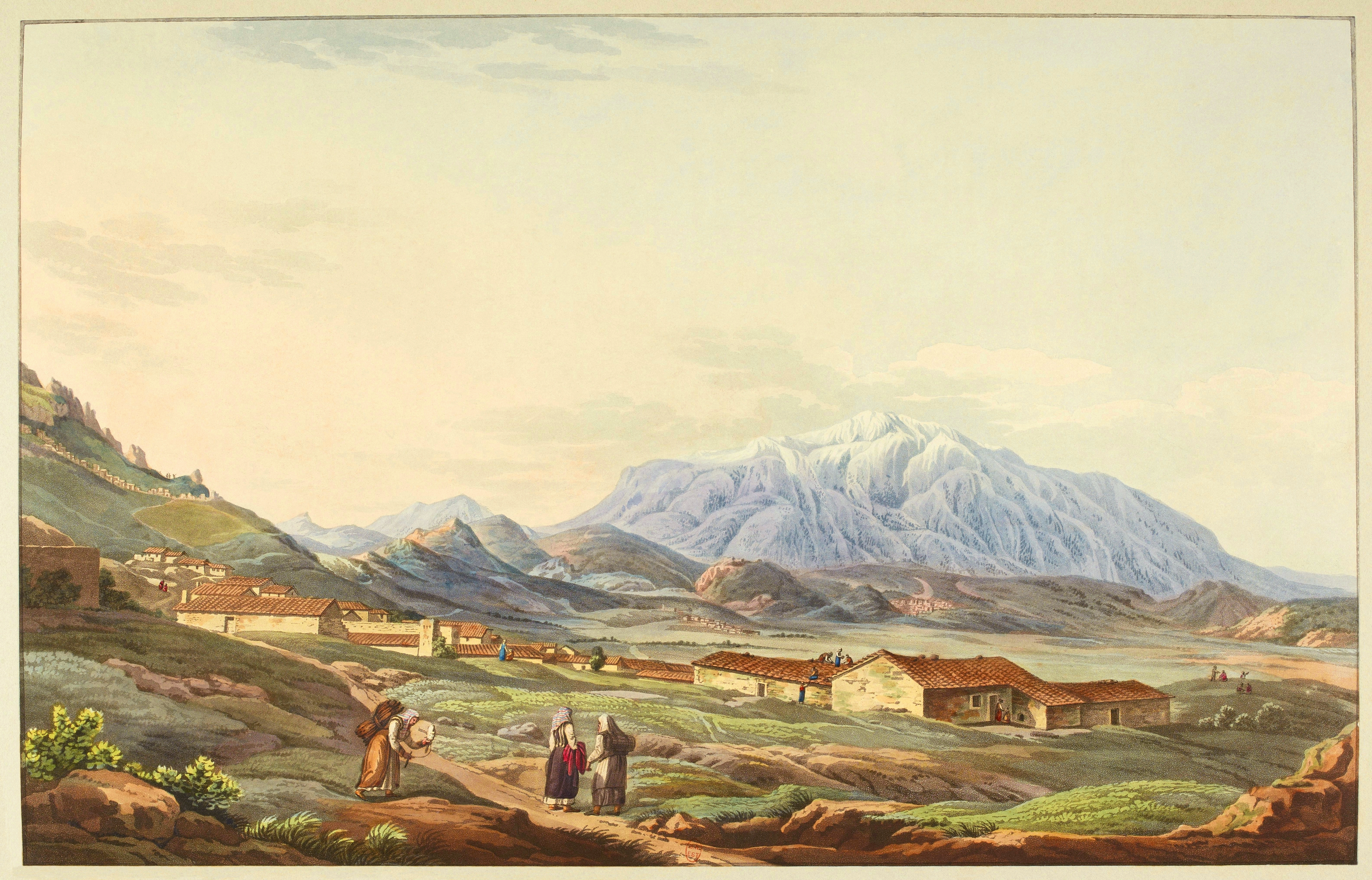
Il Parnaso nel 1821, Edward Dodwell.